# Parablennius pilicornis
La moma es la especie Parablennius pilicornis, un pez marino de la familia de los blénidos. Su nombre científico procede del griego: para (al lado de) + blennios (mucosidad) + pilicornis (cuernos de pelos).

## Hábitat natural
La especie está ampliamente distribuida a ambos lados del océano Atlántico y por el oeste del océano Índico; en la costa este atlántica se encuentra desde España al norte hasta Sudáfrica al sur, incluyendo la parte occidental del mar Mediterráneo -Túnez, Argelia, Marruecos, España, Francia, el mar de Liguria y oeste del mar Adriático; en la costa oeste atlántica se distribuye desde Brasil hasta la Patagonia en Argentina. Su población es muy común y estable en sus áreas de distribución.
Es típicamente encontrado en hábitat demersal, entre 0'3 y 6 metros de profundidad, aunque ha sido encontrado a 25 m.

## Morfología
Con la forma característica de los blénidos, sobre los ojos tiene unos característicos tentáculos cortos y formando manojos de filamentos asemejando unas "cejas", la longitud máxima descrita es de 12'7 cm. Cuerpo con hasta 9 bandas oscuras por encima y por debajo de las manchas oscuras; a veces de color pálido con marcas oscuras irregulares; dos bandas oscuras en la parte inferior de la cabeza; el color de las aletas pectorales es pálido a oscuro, mientras que el de la aleta dorsal es oscuro o con muchos puntos.

## Comportamiento
Los adultos prefieren las costas rocosas, a menudo en paredes empinadas de sitios expuestos al oleaje.
Son ovíparos, los huevos están unidos al interior del nido a través de una almohadilla adhesiva filamentosa, que tras eclosionar las larvas son planctónicas en aguas poco profundas.

## Galería de imágenes

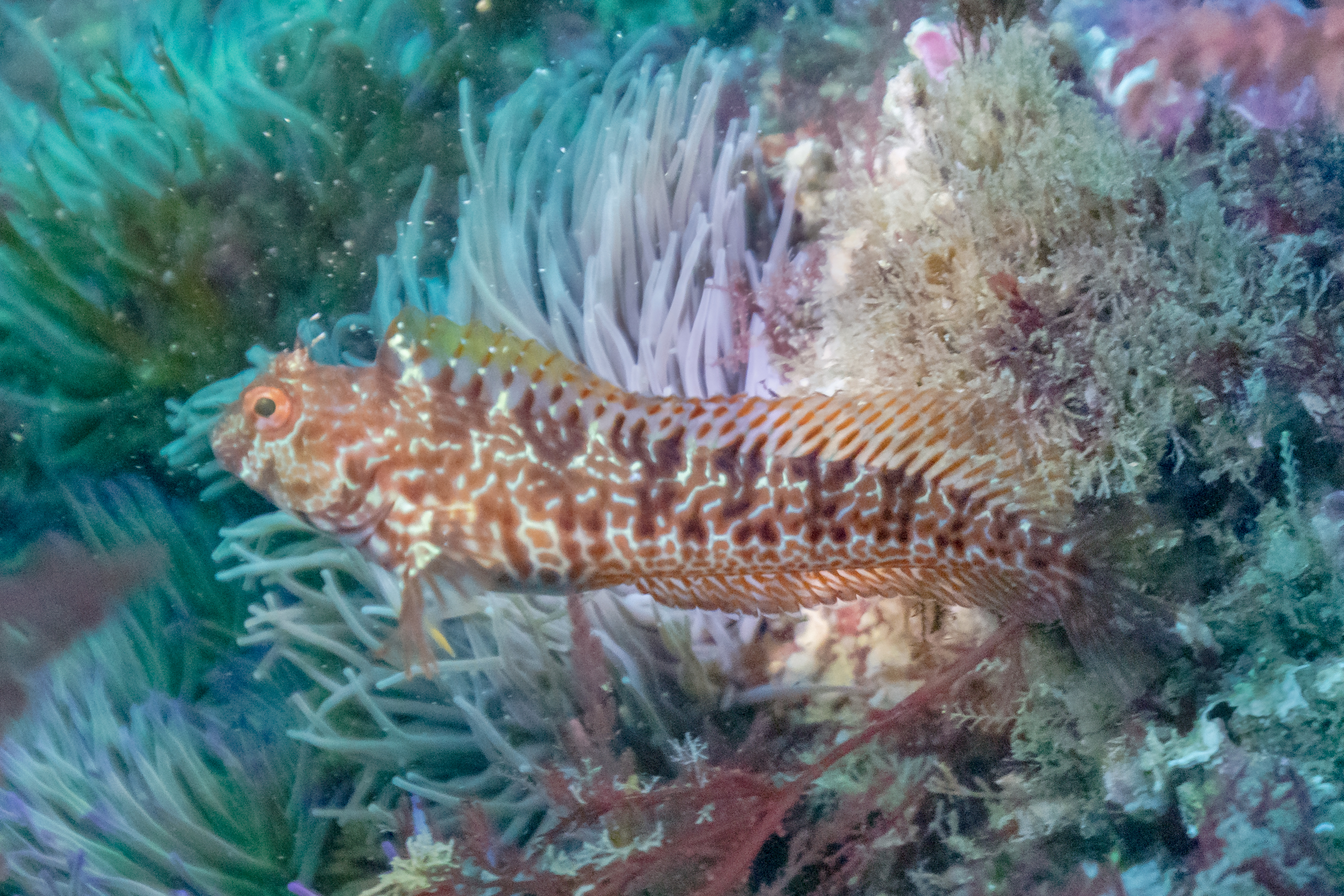
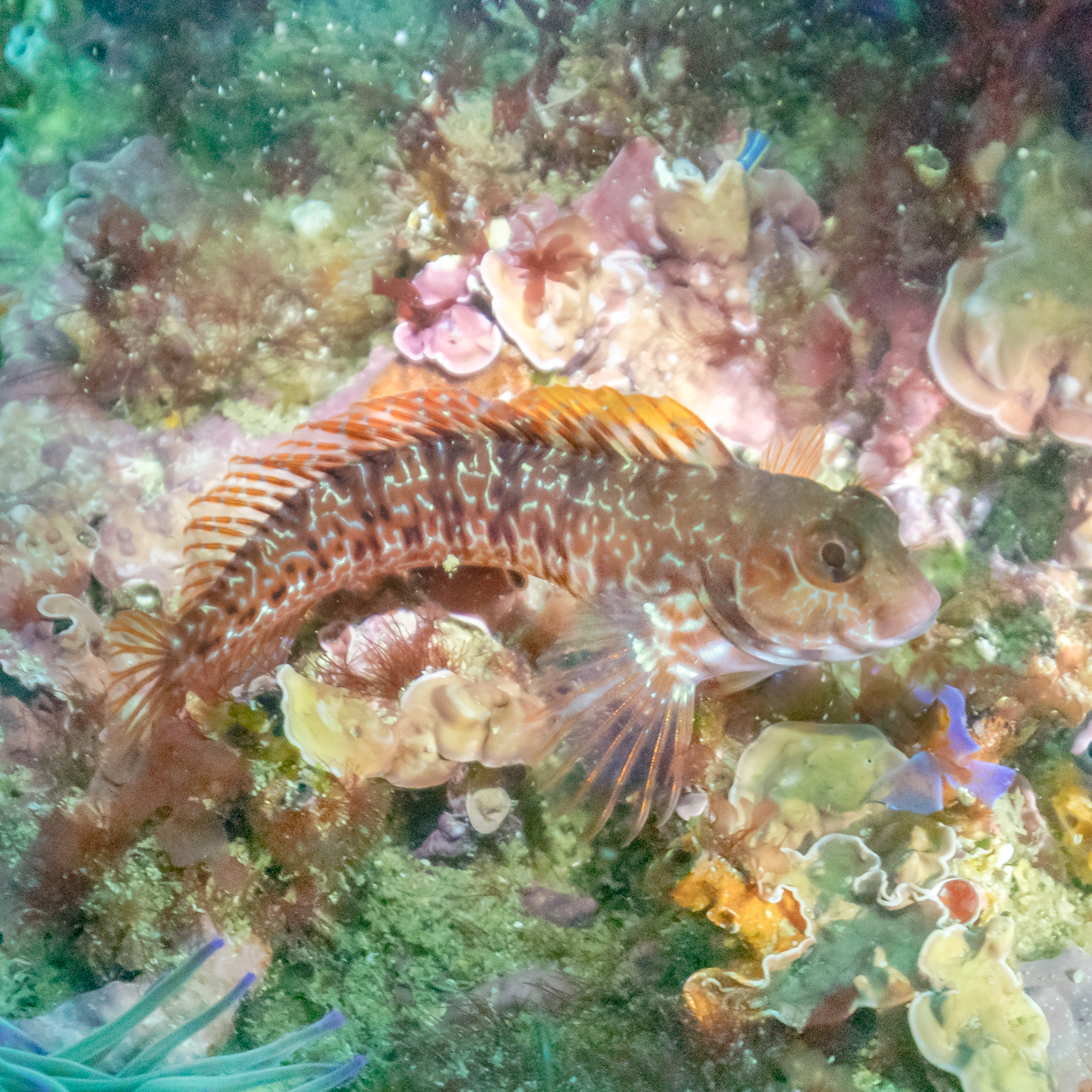
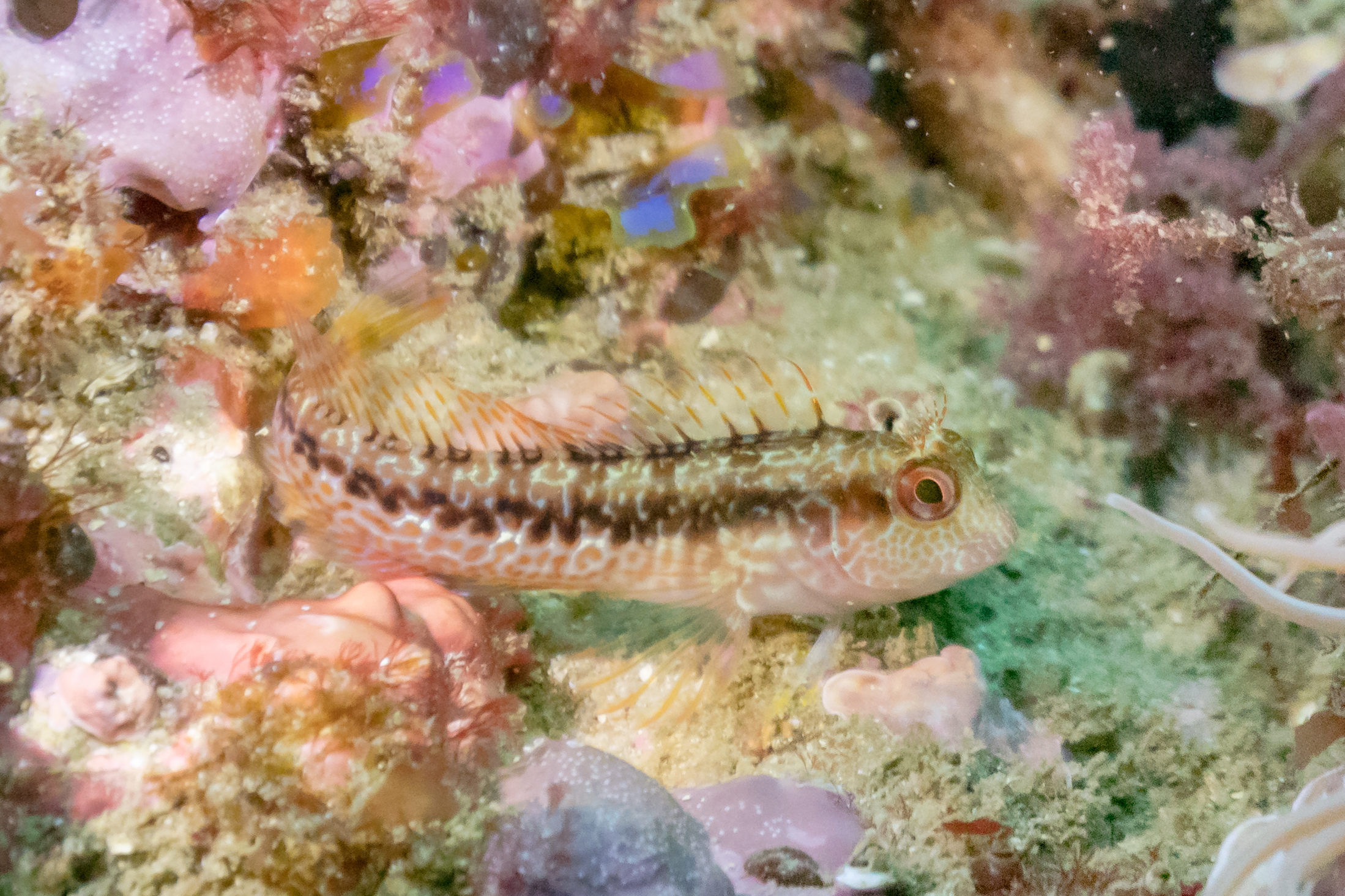
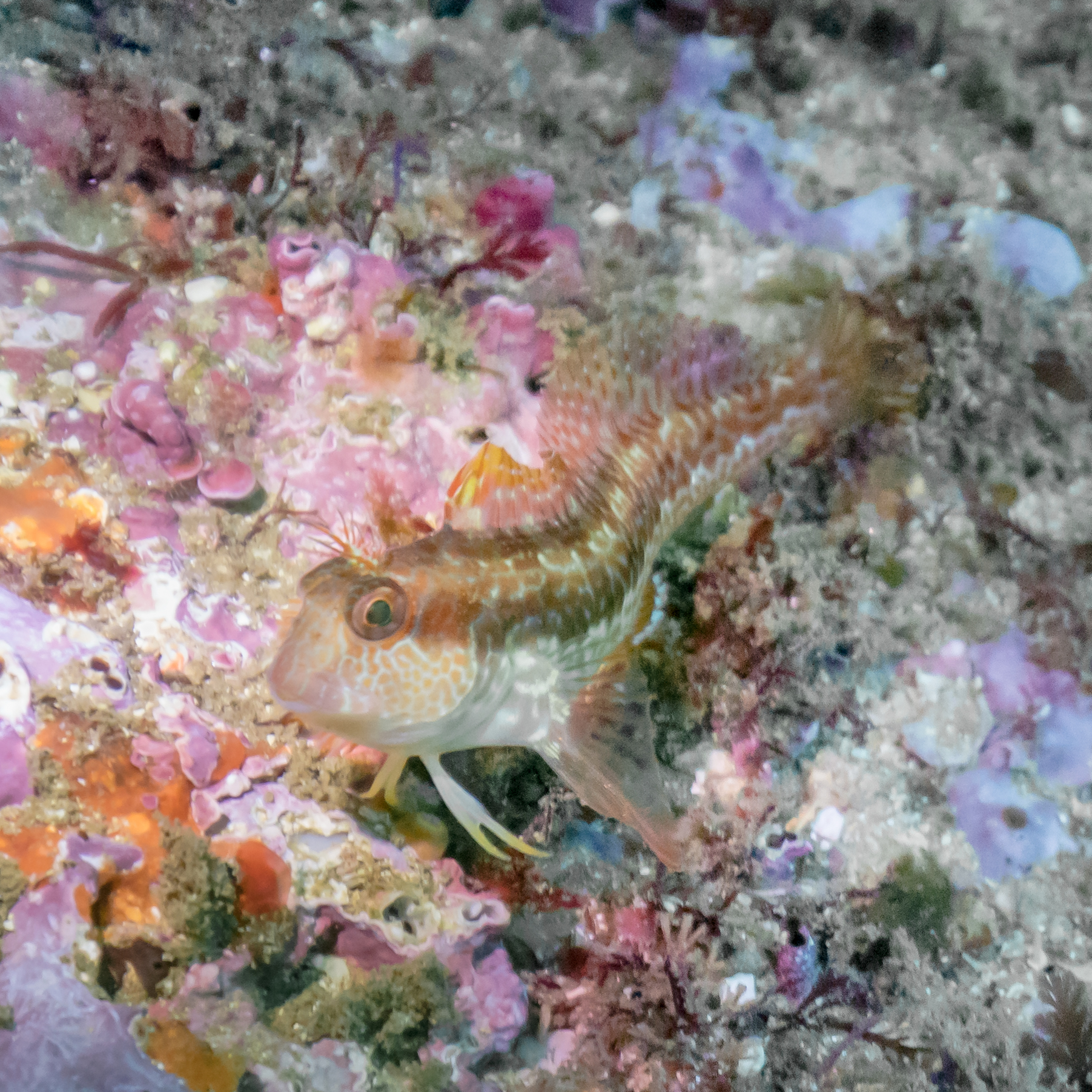
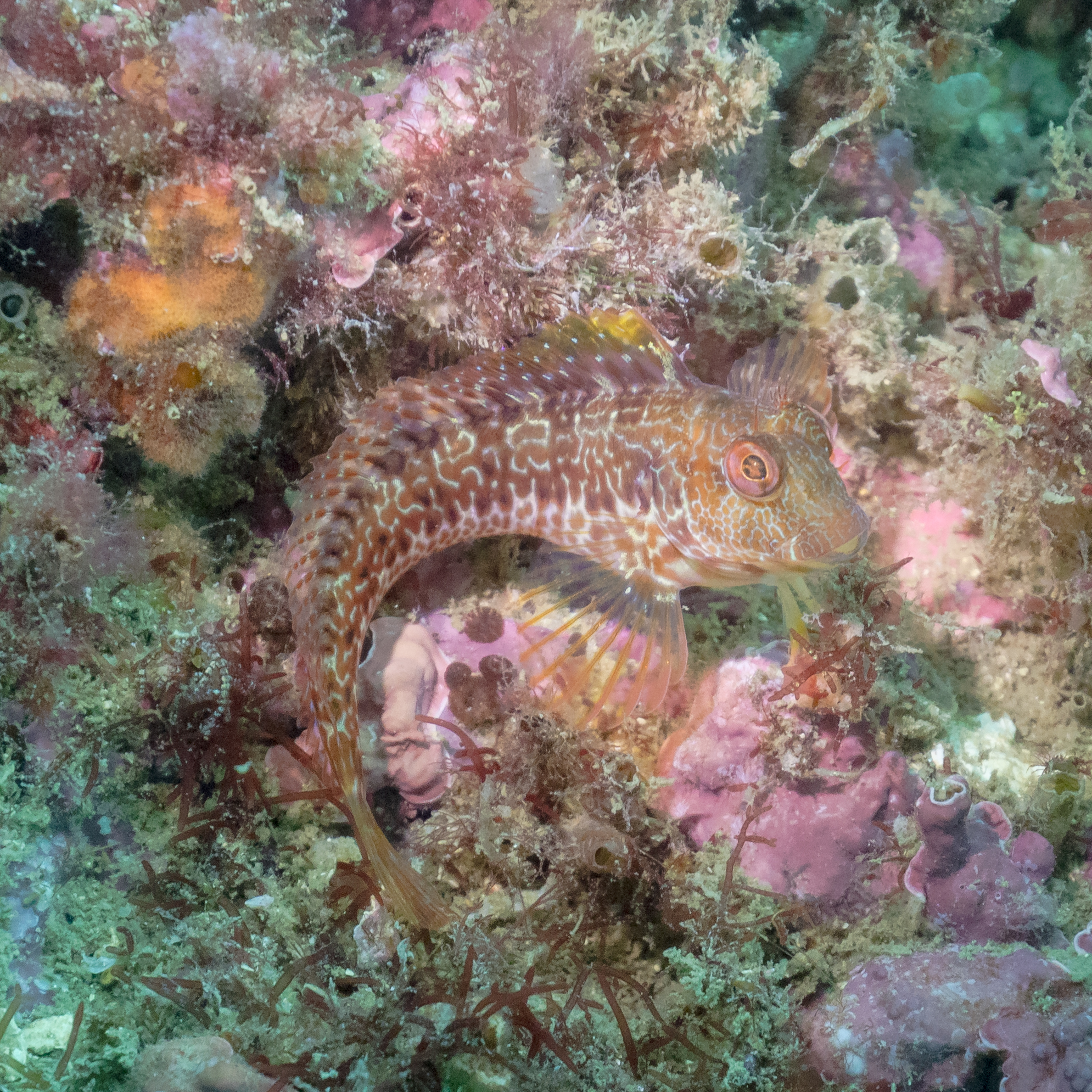
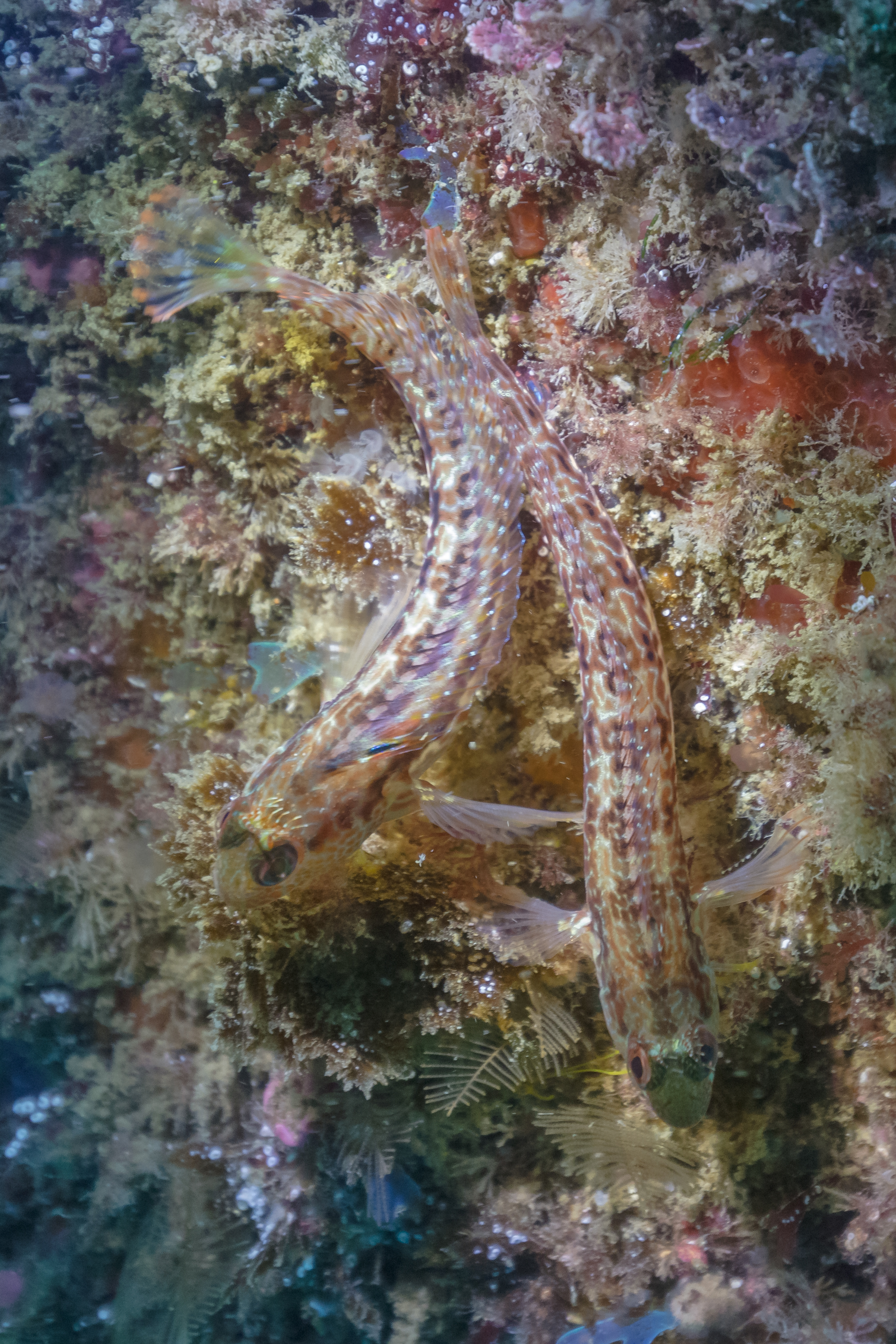